# Death SS
A Death SS olasz metalegyüttes. Heavy, doom és indusztriális metalt játszik. Korábban speed metalt is játszott. Hatással volt rá Alice Cooper, King Diamond, illetve a Misfits. 1977-ben alakult meg Pesaroban; a név az „In Death of Steve Sylvester” rövidítése, tehát az SS-nek semmi köze a náci Németországhoz. Többször is feloszlott: először 1977-től 1984-ig, majd 1988-tól 2008-ig működött. 2012-ben és 2022-ben is újraalakult. A Death SS erősen hatott svéd Ghost együttesre.

## Felállás
- Steve Sylvester(wd) – ének (1977–1982, 1987–)
- Freddy Delirio – szintetizátor, vokál (1994–1996, 2005–)
- Ghiulz – gitár (2022–)
- Demeter – basszus (2022–)
- Unam Talbot – dob (2022–)

## Diszkográfia
- ...in Death of Steve Sylvester (1988)
- Black Mass (1989)
- Heavy Demons (1991)
- Do What Thou Want (1997)
- Panic (2000)
- Humanomalies (2002)
- The Seventh Seal (2006)
- Resurrection (2013)
- Rock 'n' Roll Armageddon (2018)
- X (2021)